# Preparador físico

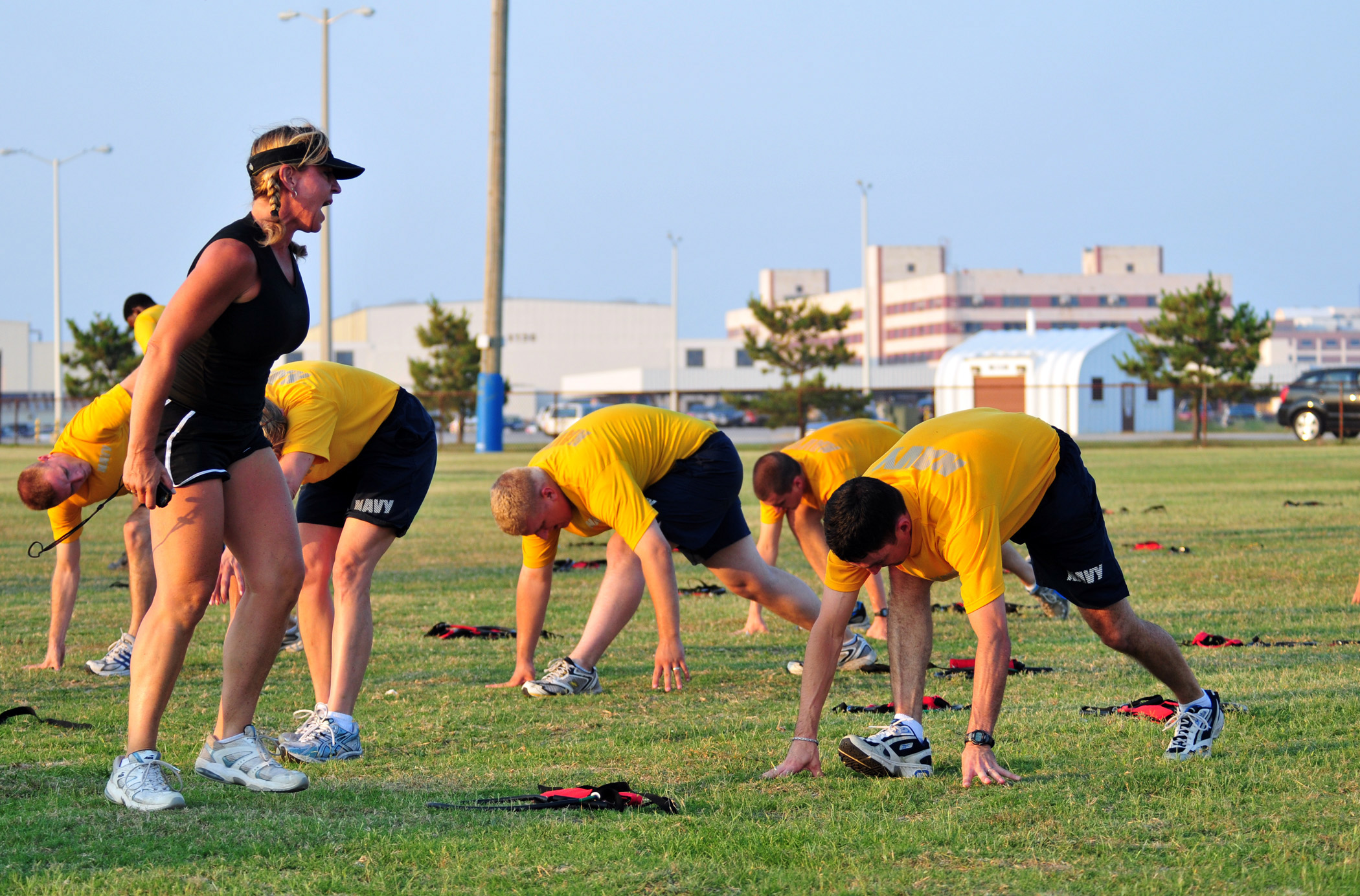
Preparadora física instruindo os alunos a desenvolverem melhor aptidão física.

Um preparador físico precisa ser formado em Ciências do esporte ou Educação Física e ser, preferencialmente, Pós Graduado em Treinamento Desportivo, Fisiologia do Exercício ou Pós Graduação Específica.
O preparador físico é um profissional que fornece orientação para melhorar seu desempenho esportivo.
Ele faz isso através de testes, avaliações, montagem de programas de exercícios e suas progressões. Para isso deve ser primeiramente uma pessoa que possua conhecimentos em fisiologia, cinesiologia, cineantropometria, psicologia, um pouco de nutrição, anatomia e entre outras.
O preparador físico costuma trabalhar as capacidades biomotoras envolvidas na respectiva modalidade.
Essas capacidades biomotoras sofrem uma taxionomia, assim disposta: capacidades condicionantes e capacidades coordenativas.
Nas capacidades biomotoras condicionantes encontramos a resistência (anaeróbia alática e lática e a aeróbia), força (resistência muscular localizada, força máxima, resistência de força rápida e força explosiva), velocidade (reação, deslocamento e movimento), flexibilidade e agilidade.
Entre as capacidades biomotoras Coordenativas podemos citar o equilíbrio (dinâmico, estático e recuperado), orientação espacial e temporal e a coordenação.
Estas capacidades biomotoras (condicionantes e coordenativas) devem ser treinadas e manipuladas de forma funcional buscando além do desempenho físico, a prevenção de lesões musculoesqueléticas.
Na atualidade, devido a complexidade de manipulação das cargas de treino, o preparador físico tornou-se mais um recuperador do que condicionador. Por isso, faz-se necessário o conhecimento de diferentes métodos de recuperação dos atletas (crioterapia, massagem,oxigênioterapia, etc), assim como, conhecimentos profundos em relação ao tipo de periodização da modalidade durante a temporada.
O preparador físico contemporâneo integrado em uma comissão técnica deve cada vez mais interagir com a equipe multidisciplinar para buscar soluções efetivas frente aos problemas que surgem na preparação dos atletas.

## Qualificação e experiência
Em muitos países, os profissionais de fitness são obrigados a ter pelo menos um diploma do ensino médio. Alguns campos exigem um diploma de bacharel em um campo relacionado ou uma licença especial. Depende da legislação do país.
Nos EUA, um preparador físico deve concluir um curso de RCP (ressuscitação cardiovascular) e DEA (desfibrilador externo automático). Além disso, é necessário um certificado em natação e segurança aquática para algumas especializações. Além disso, um instrutor de fitness americano deve participar de conferências do setor, ler publicações do setor e participar de cursos de educação continuada. O credenciamento das escolas esportivas está a cargo da Comissão de Credenciamento do Treinamento Desportivo (CAATE).
Outras qualificações, dependendo da área específica, podem incluir:
- Board of Certification, Inc (BOC) oferece um programa para profissionais de fitness iniciantes.
- A Sociedade Americana de Fisioterapeutas (ASEP) auxilia os fisioterapeutas.[5]
- Colégio Americano de Medicina Esportiva (ACSM),[6]

Em Portugal, são necessários um diploma do ensino secundário (bachillerato) e formação complementar. Em Portugal, o treino desportivo é tradicionalmente considerado uma vocação a tempo parcial. As autoridades portuguesas estão cada vez mais preocupadas em elevar os padrões de qualidade do treino desportivo. Desde a revolução de 1974, houve mudanças profundas na forma como o coaching é regulado. A responsabilidade pela certificação de treinadores passou das várias federações desportivas para a organização desportiva nacional, que estabeleceu quatro níveis de formação de treinadores.

## Bibliográfia
- Bompa, TO & Haff, GG.[8] Periodização. Teoria e Metodologia do Treinamento. Phorte, São Paulo; 2012
- Dantas, EHM.[9] A Prática da Preparação Física. Roca; 2014
- Platonov, VN.[10] Tratado Geral de Treinamento Desportivo. Phorte, São Paulo; 2008
- Vretaros, A.[11] O papel do preparador físico no retorno à prática esportiva competitiva após reabilitação músculo-esquelética: uma abordagem no tênis de campo. EFDeportes, Revista Digital, Buenos Aires, Año08, n.50, julio de 2002. Disponível em:
- Vretaros, A.[12] Futebol: Bases Científicas da Preparação de Força. E-Book, São Paulo; 2015